# Falces
Falces – gmina w Hiszpanii, w Nawarze, o powierzchni 114,89 km². W 2011 roku gmina liczyła 2559 mieszkańców.